# Права ЛГБТ в государствах и территориальных областях
Права лесбиянок, геев, бисексуалов и трансгендерных людей отличаются по странам от легализованных однополых браков и однополых гражданских партнёрств, до пожизненного лишения свободы и смертной казни.
Примечательно, что по состоянию на июль 2023 года, 35 стран признали однополые браки. Напротив, считается, что, не считая негосударственных субъектов и внесудебных казней, смертная казнь за однополые половые акты по обоюдному согласию применяется только в двух странах: Иране и Афганистане. Смертная казнь официально является законом, но обычно не применяется в Мавритании, Саудовской Аравии, Сомали (в автономном государстве Джубаленд) и Объединенных Арабских Эмиратах. Кроме того, ЛГБТ подвергаются внесудебным расправам в Чечне. Судан отменил неисполненную смертную казнь за анальный секс (гетеро- или гомосексуальный) в 2020 году. В пятнадцати странах официально забивают камнями в качестве наказания за супружескую измену, включая однополый секс, но это обеспечивается юридическими властями в Иране и Нигерии (в северной трети страны).
В 2011 году Совет ООН по правам человека принял свою первую резолюцию, признающую права ЛГБТ, после чего Управление Верховного комиссара ООН по правам человека выпустило отчет, в котором задокументированы нарушения прав ЛГБТ, в том числе преступления на почве ненависти, криминализация гомосексуальной активности, и дискриминация. После выпуска отчета Организация Объединённых Наций призвала все страны, которые ещё не сделали этого, принять законы, защищающие основные права ЛГБТ.
Исследование 2022 года показало, что права ЛГБТ (измеряемые индексом радуги ILGA-Europe) коррелируют с меньшей заболеваемостью ВИЧ/СПИДом среди геев и бисексуальных мужчин независимо от рискованного сексуального поведения.

## Сфера действия законов
Законы, затрагивающие ЛГБТ, включают, помимо прочего, следующее:
- законы, касающиеся признания однополых отношений, включая однополые браки, гражданские союзы и домашние партнерства;
- законы, касающиеся воспитания детей ЛГБТ, включая усыновление ЛГБТ-людьми;
- антидискриминационные законы в области занятости, жилья, образования, общественных помещений;
- законодательство о борьбе с издевательствами для защиты ЛГБТ-детей в школе;
- законы о преступлениях на почве ненависти, предусматривающие ужесточение уголовных наказаний за насилие на почве предубеждений в отношении ЛГБТ;
- законы о туалетах, влияющие на доступ трансгендеров к общественным туалетам с разделением по половому признаку;
- законы, касающиеся сексуальной ориентации и военной службы;
- законы о доступе к вспомогательным репродуктивным технологиям;
- законы о гомосексуализме, которые наказывают однополые сексуальные отношения по обоюдному согласию. Они могут быть нацелены или не нацелены на гомосексуалистов, мужчин или мужчин и женщин, или оставлять некоторые гомосексуальные действия законными;
- законы о прелюбодеянии, которым подчиняются однополые пары;
- законы о возрасте согласия, которые могут устанавливать более высокий возраст для однополых сексуальных отношений;
- законы, касающиеся донорства крови, роговицы и других тканей мужчинами, имеющими половые контакты с мужчинами;
- законы, касающиеся доступа к хирургии по смене пола и заместительной гормональной терапии;
- юридическое признание и приспособление изменённого пола.

## История законов, связанных с ЛГБТ

### Древняя Индия
Айони или невагинальный секс всех видов наказуем в Артхашастре. Однако гомосексуальные действия рассматриваются как более мелкое правонарушение, наказуемое штрафом, в то время как незаконный гетеросексуальный секс влечет за собой гораздо более суровое наказание. Дхармашастры, особенно более поздние, предписывают против невагинального секса, как, например, Вашиштха Дхармасутра. Яджнавалкья-смрити предписывает штрафы за такие действия, в том числе с другими мужчинами. Ману-смрити предписывает легкие наказания за такие действия. Ванита утверждает, что стихи о наказании за секс между женщиной и девушкой связаны с сильным акцентом на сексуальной чистоте девушки.

### Древний Израиль
Древний Закон Моисея (Тора) запрещает мужчинам лежать с мужчинами (то есть вступать в половую связь) в Левите 18 и приводит историю о попытке гомосексуального изнасилования в Бытии 19, в истории Содома и Гоморры, после чего города были вскоре уничтожены «серой и огнем от Господа», и его обитателям была предписана смертная казнь — и жене Лота, которая превратилась в соляной столб за то, что повернулась, чтобы наблюдать за разрушением городов. Во Второзаконии 22: 5 переодевание осуждается как «отвратительное».

### Ассирия
В ассирийском обществе сексуальные преступления наказывались одинаково, независимо от того, были ли они гомосексуальными или гетеросексуальными. Человек не подвергался наказанию за проникновение в кого-то из того же социального класса, культовую проститутку или с кем-то, чьи гендерные роли не считались чисто мужскими. Такие сексуальные отношения даже считались удачей, поскольку на аккадской табличке Шумма алу было написано: «Если мужчина совокупляется со своим равным сзади, он становится лидером среди своих сверстников и братьев». Однако гомосексуальные отношения с однополчанами, рабами, королевскими служителями или те, в которых парнер с более высоким социальным статусом был в пассивной роли, имели социальную стигму.
В сводах законов Средней Ассирии, датируемых 1075 г. до н. э., есть особенно суровый закон о гомосексуальности в армии, который гласит: «Если мужчина вступает в половую связь со своим соратником, они должны превратить его в евнуха». Аналогичный свод законов гласит: «Если сеньор ляжет со своим соседом, когда они преследовали его (и) осудили его, они должны лечь с ним (и) превратить его в евнуха». Этот кодекс законов осуждает ситуацию, связанную с гомосексуальным изнасилованием. Любой ассирийский мужчина мог посещать проститутку или переспать с другим мужчиной, если только ложные слухи или принуждение к сексу не были связаны с другим мужчиной.

### Древний Рим
В Древнем Риме тела молодых граждан были строго запрещены, и Lex Scantinia налагал наказания на тех, кто совершил сексуальное преступление (stuprum) против свободнорожденного несовершеннолетнего мужского пола. Приемлемыми однополыми партнерами были мужчины, лишенные правовой защиты как граждане: рабы, мужчины-проститутки, а также бесчестные люди, артисты или другие лица, которые могли быть технически свободны, но чей образ жизни ставил их вне закона.
Гражданин мужского пола, который добровольно занимался оральным сексом или занимался анальным сексом, подвергался унижению, но есть лишь ограниченные доказательства юридических наказаний в отношении этих мужчин. В зале суда и политической риторике обвинения в изнеженности и пассивном сексуальном поведении были направлены, в частности, на «демократических» политиков (populares), таких как Юлий Цезарь и Марк Антоний.

### Британская империя
Великобритания ввела законы против гомосексуализма во всех своих колониях, особенно в 19 веке, когда Британская империя была на пике своего развития. По состоянию на 2018 год более половины из 71 страны, криминализировавшей гомосексуальность, были бывшими британскими колониями или протекторатами.

### Нидерланды
В 2001 году Нидерланды стали первой страной в мире, легализовавшей однополые браки.

## Африка
В приведённых таблицах жирным шрифтом выделены 12 стран, в которых однополые отношения караются пожизненным заключением или смертной казнью.

### Северная Африка
| Страна                            | Легализация однополых отношений                                 | Однополые партнерства | Однополые браки        | Усыновление детей однополыми партнёрами | Возможность открыто служить в армии | Анти-дискриминационные законы | Законы, касающиеся гендерной идентичности |
| --------------------------------- | --------------------------------------------------------------- | --------------------- | ---------------------- | --------------------------------------- | ----------------------------------- | ----------------------------- | ----------------------------------------- |
| Алжир                             | До 2 лет тюрьмы                                                 | No                    | No                     | No                                      | Неизвестно                          | No                            | Неизвестно                                |
| Египет                            | Специальные законы отсутствуютОт Штрафа до Исправительных Работ | No                    | No                     | No                                      | No                                  | No                            | Неизвестно                                |
| Ливия                             | До 5 лет тюрьмы                                                 | No                    | No                     | No                                      | Неизвестно                          | No                            | No                                        |
| Марокко (включая Западную Сахару) | До 3 лет тюрьмы                                                 | No                    | No                     | No                                      | Неизвестно                          | No                            | Неизвестно                                |
| Южный Судан                       | До 10 лет тюрьмы                                                | No                    | Запрещено Конституцией | No                                      | No                                  | No                            | No                                        |
| Судан                             | 5 лет тюрьмы                                                    | No                    | No                     | No                                      | No                                  | No                            | No                                        |
| Тунис                             | До 3 лет тюрьмы                                                 | No                    | No                     | No                                      | Неизвестно                          | No                            | Неизвестно                                |

### Западная Африка
| Страна       | Легализация однополых отношений                                                                | Однополые партнерства | Однополые браки        | Усыновление детей однополыми партнёрами | Возможность открыто служить в армии | Анти-дискриминационные законы | Законы, касающиеся гендерной идентичности |
| ------------ | ---------------------------------------------------------------------------------------------- | --------------------- | ---------------------- | --------------------------------------- | ----------------------------------- | ----------------------------- | ----------------------------------------- |
| Бенин        | Yes                                                                                            | No                    | No                     | No                                      | Неизвестно                          | No                            | Неизвестно                                |
| Буркина-Фасо | Yes                                                                                            | No                    | Запрещено Конституцией | No                                      | Неизвестно                          | No                            | Неизвестно                                |
| Кабо-Верде   | Yes                                                                                            | No                    | No                     | No                                      | Неизвестно                          | Yes                           | Неизвестно                                |
| Кот-д’Ивуар  | Yes                                                                                            | No                    | No                     | No                                      | Неизвестно                          | No                            | Неизвестно                                |
| Гамбия       | До 14 лет тюрьмы                                                                               | No                    | No                     | No                                      | Неизвестно                          | No                            | Неизвестно                                |
| Гана         | (м+м) До 3 Лет Тюрьмы (ж+ж)                                                                    | No                    | No                     | No                                      | Неизвестно                          | No                            | Неизвестно                                |
| Гвинея       | От 6 месяцев до 3 лет                                                                          | No                    | No                     | No                                      | Неизвестно                          | No                            | Неизвестно                                |
| Гвинея-Бисау | Yes                                                                                            | No                    | No                     | No                                      | Неизвестно                          | No                            | Неизвестно                                |
| Либерия      | No                                                                                             | No                    | No                     | No                                      | Неизвестно                          | No                            | Неизвестно                                |
| Мали         | Yes                                                                                            | No                    | No                     | No                                      | Неизвестно                          | No                            | Неизвестно                                |
| Мавритания   | Смертная казнь (м+м) до 2 лет (ж+ж)                                                            | No                    | No                     | No                                      | Неизвестно                          | No                            | Неизвестно                                |
| Нигер        | Yes                                                                                            | No                    | No                     | No                                      | Неизвестно                          | No                            | Неизвестно                                |
| Нигерия      | (м+м) (ж+ж) в зонах, где действуют законы шариата (ж+ж) вне зон, где действуют законы шариата. | No                    | No                     | No                                      | Неизвестно                          | No                            | Неизвестно                                |
| Сенегал      | От месяца до 5 лет                                                                             |                       | No                     | No                                      | Неизвестно                          | No                            | Неизвестно                                |
| Сьерра-Леоне | (м+м) (ж+ж)                                                                                    | No                    | No                     | No                                      | Неизвестно                          | No                            | Неизвестно                                |
| Того         | No                                                                                             | No                    | No                     | No                                      | Неизвестно                          | No                            | Неизвестно                                |

### Центральная Африка
| Страна                            | Легализация однополых отношений | Однополые партнерства | Однополые браки        | Усыновление детей однополыми партнёрами | Возможность открыто служить в армии | Анти-дискриминационные законы | Законы, касающиеся гендерной идентичности |
| --------------------------------- | ------------------------------- | --------------------- | ---------------------- | --------------------------------------- | ----------------------------------- | ----------------------------- | ----------------------------------------- |
| Ангола                            | c 2019                          | No                    | No                     | No                                      | Неизвестно                          | Yes                           | Неизвестно                                |
| Остров Вознесения                 | Yes                             | с 2017                | с 2017                 | с 2017                                  | Yes                                 | Yes                           | Неизвестно                                |
| Камерун                           | До 5 лет тюрьмы                 | No                    | No                     | No                                      | Неизвестно                          | No                            | Неизвестно                                |
| Центрально-Африканская Республика | Yes                             | No                    | No                     | No                                      | Неизвестно                          | No                            | Неизвестно                                |
| Чад                               | No                              | No                    | No                     | No                                      | Неизвестно                          | No                            | Неизвестно                                |
| Конго (Заир)                      | Yes                             | No                    | Запрещено Конституцией | No                                      | Неизвестно                          | No                            | Неизвестно                                |
| Экваториальная Гвинея             | Yes                             | No                    | No                     | No                                      | Неизвестно                          | No                            | Неизвестно                                |
| Габон                             | Yes                             | No                    | No                     | No                                      | Неизвестно                          | No                            | Неизвестно                                |
| Республика Конго                  | Yes                             | No                    | No                     | No                                      | Неизвестно                          | No                            | Неизвестно                                |
| Остров Святой Елены               | Yes                             | с 2017                | с 2017                 | с 2017                                  | Yes                                 | Yes                           | Неизвестно                                |
| Сан-Томе и Принсипи               | Yes                             | No                    | No                     | No                                      | Неизвестно                          | No                            | Неизвестно                                |

### Восточная Африка
| Страна     | Легализация однополых отношений               | Однополые партнерства | Однополые браки        | Усыновление детей однополыми партнёрами | Возможность открыто служить в армии | Анти-дискриминационные законы | Законы, касающиеся гендерной идентичности |
| ---------- | --------------------------------------------- | --------------------- | ---------------------- | --------------------------------------- | ----------------------------------- | ----------------------------- | ----------------------------------------- |
| Бурунди    | с 2009                                        | No                    | Запрещено Конституцией | No                                      | Неизвестно                          | No                            | Неизвестно                                |
| Коморы     | No                                            | No                    | No                     | No                                      | Неизвестно                          | No                            | Неизвестно                                |
| Джибути    | Yes                                           | No                    | No                     | No                                      | Неизвестно                          | No                            | Неизвестно                                |
| Эритрея    | No                                            | No                    | No                     | No                                      | Неизвестно                          | No                            | Неизвестно                                |
| Эфиопия    | No                                            |                       | No                     | No                                      | Неизвестно                          | No                            | Неизвестно                                |
| Кения      | (м+м) до 14 лет тюрьмы (ж+ж)                  | No                    | Запрещено Конституцией | No                                      | Неизвестно                          | No                            | Неизвестно                                |
| Мадагаскар | Yes                                           | No                    | No                     | No                                      | Неизвестно                          | No                            | Неизвестно                                |
| Маврикий   | Yes                                           | No                    | No                     | No                                      | Неизвестно                          | Yes                           | Неизвестно                                |
| Малави     | (м+м) (ж+ж)                                   | No                    | No                     | No                                      | Неизвестно                          | No                            | Неизвестно                                |
| Мозамбик   | Yes                                           | No                    | No                     | No                                      | Неизвестно                          | Yes                           | Неизвестно                                |
| Реюньон    | с 1791                                        | Yes                   | с 2013                 | с 2013                                  | Yes                                 | Yes                           | Неизвестно                                |
| Руанда     | Yes                                           | No                    | Запрещено Конституцией | No                                      | Неизвестно                          | No                            | Неизвестно                                |
| Сейшелы    | с 2016                                        | No                    | No                     | No                                      | Неизвестно                          | Yes                           | Неизвестно                                |
| Сомали     | Смертная казнь                                | No                    | No                     | No                                      | No                                  | Неизвестно                    |                                           |
| Уганда     | Пожизненное заключение С Мая 28 Мая 2023 Года | No                    | Запрещено Конституцией | No                                      | No                                  | No                            | No                                        |
| Танзания   | Пожизненное заключение                        | No                    | No                     | No                                      | Неизвестно                          | No                            | Неизвестно                                |
| Замбия     | (м+м) до 14 лет (ж+ж)                         | No                    | No                     | No                                      | Неизвестно                          | No                            | Неизвестно                                |
| Зимбабве   | (м+м) (ж+ж)                                   | No                    | No                     | No                                      | Неизвестно                          | No                            | Неизвестно                                |

### Южная Африка
| Страна    | Легализация однополых отношений | Однополые партнерства | Однополые браки | Усыновление детей однополыми партнёрами | Возможность открыто служить в армии | Анти-дискриминационные законы                 | Законы, касающиеся гендерной идентичности     |
| --------- | ------------------------------- | --------------------- | --------------- | --------------------------------------- | ----------------------------------- | --------------------------------------------- | --------------------------------------------- |
| Ботсвана  | с 2019                          | No                    | No              | No                                      | Неизвестно                          | Yes                                           | Разрешены операции по смене пола с 2018 года. |
| Лесото    | с 2012                          | No                    | No              | No                                      | Неизвестно                          | No                                            | Неизвестно                                    |
| Намибия   | с 2024                          | No                    | No              | No                                      | Неизвестно                          | No                                            | Yes                                           |
| ЮАР       | Yes                             | с 1998 года           | с 2006 года     | с 2002 года                             | с 1998 года                         | Конституционный запрет на любую дискриминацию | Yes                                           |
| Эстватини | (м+м) (ж+ж)                     | No                    | No              | No                                      | Неизвестно                          | No                                            | Неизвестно                                    |

### Частично признанные или непризнанные государства
| Страна          | Легализация однополых отношений              | Однополые партнерства | Однополые браки | Усыновление детей однополыми партнёрами | Возможность открыто служить в армии | Анти-дискриминационные законы | Законы, касающиеся гендерной идентичности |
| --------------- | -------------------------------------------- | --------------------- | --------------- | --------------------------------------- | ----------------------------------- | ----------------------------- | ----------------------------------------- |
| Западная Сахара | До 3 лет тюрьмы                              | No                    | No              | No                                      | No                                  | No                            | No                                        |
| Сомалиленд      | От пожизненного заключения до смертной казни | No                    | No              | No                                      | No                                  | No                            | No                                        |

## Америка

### Северная Америка
| Страна             | Легализация однополых отношений | Однополые партнерства     | Однополые браки                    | Усыновление детей однополыми партнёрами                         | Возможность открыто служить в армии | Анти-дискриминационные законы                 | Законы, касающиеся гендерной идентичности |
| ------------------ | ------------------------------- | ------------------------- | ---------------------------------- | --------------------------------------------------------------- | ----------------------------------- | --------------------------------------------- | ----------------------------------------- |
| Бермудские острова | с 1994                          | с 2016                    | с 2018                             | с 2015                                                          | Yes                                 | с 2013                                        | No                                        |
| Канада             | с 1969                          | Yes                       | с 2003                             | Yes                                                             | с 1992                              | Конституционный запрет на любую дискриминацию | Yes                                       |
| Мексика            | с 1872                          | в некоторых штатах с 2007 | в Мехико с 2010 и некоторых штатах | для пар — в Мехико с 2010 Для одиноких граждан — по всей стране | Yes                                 | с 2003                                        | / В Мехико с 2008                         |
| Сен-Пьер и Микелон | с 1791                          | с 1999                    | с 2013                             | с 2013                                                          | Yes                                 | Yes                                           | No                                        |
| США                | с 2003                          | в некоторых штатах        | с 2015 (во всех штатах)            | Для одиноких граждан (для пар, в зависимости от штата)          | с 2011                              | в некоторых штатах                            | в некоторых штатах                        |

### Центральная Америка
| Страна     | Легализация однополых отношений | Однополые партнерства | Однополые браки        | Усыновление детей однополыми партнёрами | Возможность открыто служить в армии | Анти-дискриминационные законы                 | Законы, касающиеся гендерной идентичности |
| ---------- | ------------------------------- | --------------------- | ---------------------- | --------------------------------------- | ----------------------------------- | --------------------------------------------- | ----------------------------------------- |
| Белиз      | с 2016                          | No                    | No                     | No                                      | No                                  | Конституционный запрет на любую дискриминацию | No                                        |
| Коста-Рика | с 1971                          | с 2013                | с 2020                 | с 2020                                  | Вооружённые силы отсутствуют        | Yes                                           | с 2018                                    |
| Сальвадор  | Yes                             | No                    | No                     | No                                      | Yes                                 | Yes                                           | No                                        |
| Гватемала  | Yes                             | No                    | No                     | No                                      | Неизвестно                          | Yes                                           | No                                        |
| Гондурас   | с 1899                          | No                    | Запрещено Конституцией | Запрещено Конституцией                  | No                                  | Yes                                           | Неизвестно                                |
| Никарагуа  | с 2008                          | No                    | No                     | No                                      | Неизвестно                          | Yes                                           | Неизвестно                                |
| Панама     | с 2008                          | No                    | No                     | No                                      | Вооружённые силы отсутствуют        | No                                            | Неизвестно                                |

### Карибский регион
| Страна                          | Легализация однополых отношений            | Однополые партнерства | Однополые браки                  | Усыновление детей однополыми партнёрами | Возможность открыто служить в армии | Анти-дискриминационные законы | Законы, касающиеся гендерной идентичности |
| ------------------------------- | ------------------------------------------ | --------------------- | -------------------------------- | --------------------------------------- | ----------------------------------- | ----------------------------- | ----------------------------------------- |
| Ангилья                         | с 2000                                     | No                    | No                               | No                                      | Yes                                 | No                            | No                                        |
| Антигуа и Барбуда               | c 2022                                     | No                    | No                               | No                                      | No                                  | No                            | No                                        |
| Аруба                           | Yes                                        | с 2016                | Только заключённый в Нидерландах | No                                      | Yes                                 | No                            | No                                        |
| Багамы                          | с 1991                                     | No                    | No                               | No                                      | Yes                                 | No                            | No                                        |
| Барбадос                        | с 2022                                     | No                    | No                               | No                                      | No                                  | No                            |                                           |
| Британские Виргинские острова   | с 2000                                     | No                    | No                               | No                                      | Yes                                 | Yes                           | No                                        |
| Американские Виргинские острова | с 1984                                     | No                    | с 2015                           | с 2015                                  | с 2011                              | Yes                           | Yes                                       |
| Каймановы острова               | с 2000                                     | с 2020                | No                               | Неизвестно                              | Yes                                 | Неизвестно                    | No                                        |
| Куба                            | с 1979                                     | с 2022                | с 2022                           | с 2022                                  | Yes                                 | Yes                           | Yes                                       |
| Доминика                        | с 2024                                     | No                    | No                               | No                                      | No                                  | No                            | No                                        |
| Доминиканская Республика        | Yes                                        | No                    | No                               | No                                      | No                                  | No                            | No                                        |
| Гренада                         | (м+м) До 10 лет тюрьмы                     | No                    | No                               | No                                      | No                                  | No                            | No                                        |
| Гваделупа                       | с 1791                                     | с 1999                | с 2013                           | с 2013                                  | Yes                                 | Yes                           |                                           |
| Гаити                           | с 1986                                     | No                    | No                               | No                                      | No                                  | No                            | No                                        |
| Ямайка                          | (м+м) До 10 лет принудительных работ (ж+ж) | No                    | No                               | No                                      | No                                  | No                            | No                                        |
| Мартиника                       | с 1791                                     | с 1999                | с 2013                           | с 2013                                  | Yes                                 | Yes                           |                                           |
| Монтсеррат                      | с 2000                                     | No                    | No                               | No                                      | Yes                                 | No                            |                                           |
| Пуэрто-Рико                     | с 2003                                     | Yes                   | с 2015                           | с 2015                                  | с 2011                              | Yes                           | Yes                                       |
| Сент-Китс и Невис               | с 2022                                     | No                    | No                               | No                                      | No                                  | No                            | No                                        |
| Сент-Люсия                      | с 2025                                     | No                    | No                               | No                                      | No                                  | No                            | No                                        |
| Сент-Винсент и Гренадины        | До 10 лет тюрьмы                           | No                    | No                               | No                                      | No                                  | No                            | No                                        |
| Тринидад и Тобаго               | с 2018                                     | No                    | No                               | No                                      | No                                  | No                            | No                                        |
| Теркс и Кайкос                  | с 2000                                     | No                    | No                               | No                                      | Yes                                 | No                            |                                           |

### Южная Америка
| Страна                                   | Легализация однополых отношений                             | Однополые партнерства         | Однополые браки               | Усыновление детей однополыми партнёрами | Возможность открыто служить в армии | Анти-дискриминационные законы | Законы, касающиеся гендерной идентичности |
| ---------------------------------------- | ----------------------------------------------------------- | ----------------------------- | ----------------------------- | --------------------------------------- | ----------------------------------- | ----------------------------- | ----------------------------------------- |
| Аргентина                                | с 1887                                                      | с 2015                        | с 2010                        | с 2010                                  | с 2009                              | No                            | Yes                                       |
| Боливия                                  | Yes                                                         | с 2023                        | Запрещено Конституцией        | Запрещено Конституцией                  | Неизвестно                          | Yes                           | Yes                                       |
| Бразилия                                 | с 1830                                                      | с 2011                        | с 2013                        | Yes                                     | В некоторых штатах                  | с 2009                        | Yes                                       |
| Чили                                     | с 1999                                                      | c 2015                        | с 10 марта 2022               | с 10 марта 2022                         | Yes                                 | Yes                           | Yes                                       |
| Колумбия                                 | с 1981                                                      | с 2007                        | с 2016                        | с 2015                                  | с 2009                              | Yes                           | Yes                                       |
| Эквадор                                  | с 1997                                                      | с 2009                        | с 2019                        | No                                      | Yes                                 | Yes                           | Yes                                       |
| Фолклендские острова                     | Yes                                                         | с 2017                        | с 2017                        | Yes                                     | Yes                                 | Yes                           | Неизвестно                                |
| Гвиана                                   | с 1791                                                      | с 1999                        | с 2013                        | с 2013                                  | Yes                                 | Yes                           | Неизвестно                                |
| Гайана                                   | (м+м) Пожизненное заключение (на деле не соблюдается) (ж+ж) | No                            | No                            | No                                      | с 2012                              | No                            | Неизвестно                                |
| Парагвай                                 | с 1880                                                      | Запрещено Конституцией с 1992 | Запрещено Конституцией с 1992 | No                                      | Неизвестно                          | No                            | Неизвестно                                |
| Перу                                     | с 1836-37                                                   | , предложено                  | No                            | No                                      | с 2009                              | Yes                           | Yes                                       |
| Южная Георгия и Южные Сандвичевы Острова | Yes                                                         | с 2005                        | с 2014                        | Yes                                     | Yes                                 | Yes                           | Неизвестно                                |
| Суринам                                  | с 1869                                                      | No                            | No                            | No                                      | Неизвестно                          | с 2015                        | Неизвестно                                |
| Уругвай                                  | с 1934                                                      | с 2008                        | c 2013                        | с 2009                                  | с 2009                              | с 2004                        | с 2004                                    |
| Венесуэла                                | Yes                                                         | No                            | , предложено                  | No                                      | No                                  | Yes                           | No                                        |

## Азия

### Ближний Восток
| Страна                                 | Легализация однополых отношений                                                    | Однополые партнерства | Однополые браки                                  | Усыновление детей однополыми партнёрами | Возможность открыто служить в армии | Анти-дискриминационные законы | Законы, касающиеся гендерной идентичности                                                           |
| -------------------------------------- | ---------------------------------------------------------------------------------- | --------------------- | ------------------------------------------------ | --------------------------------------- | ----------------------------------- | ----------------------------- | --------------------------------------------------------------------------------------------------- |
| Бахрейн                                | с 1976                                                                             | No                    | No                                               | No                                      | No                                  | No                            | с 2014                                                                                              |
| Ирак                                   | No                                                                                 | No                    |                                                  | No                                      | No                                  | No                            | No                                                                                                  |
| Израиль                                | юридически с 1988                                                                  | Yes                   | / Признаются браки, заключённые в других странах | [ 60 ] [ 61 ]                           | Yes                                 | Yes                           | Корректирующие операции проводятся за счёт государства. Можно изменить пол в паспорте без операций. |
| Иордания                               | с 1951                                                                             | No                    | No                                               | No                                      |                                     | No                            | Yes                                                                                                 |
| Кувейт                                 | В возрасте от 21 года — до 10 лет тюрьмы; В возрасте до 21 года — до 7 лет тюрьмы  | No                    | No                                               | No                                      | No                                  | No                            | No                                                                                                  |
| Ливан                                  | От Штрафа До 1 Года Тюрьмы                                                         | No                    | No                                               | No                                      | No                                  | No                            | , с 2016                                                                                            |
| Оман                                   | До 3 лет тюрьмы (Закон практически не применяется)                                 | No                    | No                                               | No                                      | No                                  | No                            | No                                                                                                  |
| Палестина (Сектор Газа)                | (м+м) До 10 лет тюрьмы (ж+ж)                                                       | No                    | No                                               | No                                      | Неизвестно                          | No                            | No                                                                                                  |
| Палестина (Западный берег реки Иордан) | с 1951                                                                             | No                    | No                                               | No                                      | Неизвестно                          | No                            | Неизвестно                                                                                          |
| Катар                                  | От штрафа до 5 лет тюрьмы                                                          | No                    | No                                               | No                                      | No                                  | No                            | No                                                                                                  |
| Саудовская Аравия                      | Смертная казнь                                                                     | No                    | No                                               | No                                      | No                                  | No                            | No                                                                                                  |
| Сирия                                  | До 3 лет тюрьмы                                                                    | No                    | No                                               | No                                      | No                                  | No                            | Yes                                                                                                 |
| ОАЭ                                    | Смертная казнь (запрещено законами Шариата, но на практике ни разу не применялось) | No                    | No                                               | No                                      | No                                  | No                            | /, Интерсекс-люди могут изменить свой пол с 2016                                                    |
| Йемен                                  | Смертная казнь                                                                     | No                    | No                                               | No                                      | No                                  | No                            | No                                                                                                  |

### Центральная Азия
| Страна       | Легализация однополых отношений | Однополые партнерства | Однополые браки                                                   | Усыновление детей однополыми партнёрами | Возможность открыто служить в армии | Анти-дискриминационные законы | Законы, касающиеся гендерной идентичности          |
| ------------ | ------------------------------- | --------------------- | ----------------------------------------------------------------- | --------------------------------------- | ----------------------------------- | ----------------------------- | -------------------------------------------------- |
| Казахстан    | с 1998                          | No                    | не допускается Статья 11. Кодекс РК О браке (супружестве) и семье | No                                      | с 2022                              | No                            | Легализованы операции по перемене пола с 2009 года |
| Кыргызстан   | с 1998                          | No                    | No                                                                | No                                      | Неизвестно                          | No                            | Легализованы операции по перемене пола             |
| Таджикистан  | с 1998                          | No                    | No                                                                | No                                      | Неизвестно                          | No                            | Нет запрета на операции по перемене пола           |
| Туркменистан | (м+м) До 2-х лет тюрьмы (ж+ж)   | No                    | No                                                                | No                                      | No                                  | No                            | No                                                 |
| Узбекистан   | (м+м) До 3-х лет тюрьмы (ж+ж)   | No                    | No                                                                | No                                      | No                                  | No                            | No                                                 |

### Южная Азия
| Страна     | Легализация однополых отношений                                 | Однополые партнерства | Однополые браки | Усыновление детей однополыми партнёрами | Возможность открыто служить в армии | Анти-дискриминационные законы                    | Законы, касающиеся гендерной идентичности                            |
| ---------- | --------------------------------------------------------------- | --------------------- | --------------- | --------------------------------------- | ----------------------------------- | ------------------------------------------------ | -------------------------------------------------------------------- |
| Афганистан | Смертная казнь                                                  | No                    | No              | No                                      | No                                  | No                                               | No                                                                   |
| Бангладеш  | No                                                              | No                    | No              | No                                      | No                                  | No                                               | Yes                                                                  |
| Бутан      | с 2021                                                          | No                    | No              | No                                      | No                                  | No                                               | No                                                                   |
| Индия      | с 2018                                                          | /                     | No              | No                                      | No                                  | Yes                                              | Трансгендерные люди имеют специальную отметку в паспорте «О» (Other) |
| Иран       | Смертная казнь                                                  | No                    | No              | No                                      | No                                  | No                                               | Легализованы операции по перемене пола                               |
| Мальдивы   | Законы Шариата запрещают, но на практике ни разу не применялось | No                    | No              | No                                      | No                                  | No                                               | No                                                                   |
| Непал      | с 2007                                                          | No                    | No              | No                                      | Yes                                 | Yes                                              | Yes                                                                  |
| Пакистан   | Пожизненное заключение                                          | No                    | No              | No                                      | No                                  | / с 2018 года; только для гендерной идентичности | Yes                                                                  |
| Шри-Ланка  | Закон запрещает, но не применяется                              | No                    | No              | No                                      | No                                  | Yes                                              | Yes                                                                  |

### Восточная Азия
| Страна                                       | Легализация однополых отношений | Однополые партнерства                                                                    | Однополые браки | Усыновление детей однополыми партнёрами | Возможность открыто служить в армии | Анти-дискриминационные законы                     | Законы, касающиеся гендерной идентичности |
| -------------------------------------------- | ------------------------------- | ---------------------------------------------------------------------------------------- | --------------- | --------------------------------------- | ----------------------------------- | ------------------------------------------------- | ----------------------------------------- |
| Китай                                        | с 1997                          | No                                                                                       | No              | No                                      | Неизвестно                          | No                                                | Легализованы операции по перемене пола    |
| Тайвань                                      | Yes                             | Yes                                                                                      | с 2019          | с 2023                                  | Yes                                 | Yes                                               | Легализованы операции по перемене пола    |
| Гонконг                                      | с 1991                          | No                                                                                       | No              | No                                      | Неизвестно                          | No                                                | No                                        |
| Япония                                       | с 1880                          | / партнерства признаются в некоторых префектурах и городах включая Токио, Осака, Саппоро | No              | Yes                                     | Yes                                 | / в некоторых префектурах и городах включая Токио | Yes                                       |
| Макао                                        | с 1996                          | No                                                                                       | No              | No                                      | Неизвестно                          | с 2008                                            | Неизвестно                                |
| Монголия                                     | с 2002                          | No                                                                                       | No              | No                                      | Неизвестно                          | с 2017                                            | Yes                                       |
| Корейская Народно-Демократическая Республика | Yes                             | No                                                                                       | No              | No                                      | No                                  | No                                                | Неизвестно                                |
| Республика Корея                             | Yes                             | No                                                                                       | No              | No                                      | No                                  | No                                                | Легализованы операции по перемене пола    |

### Юго-Восточная Азия
| Страна          | Легализация однополых отношений           | Однополые партнерства                         | Однополые браки | Усыновление детей однополыми партнёрами                      | Возможность открыто служить в армии | Анти-дискриминационные законы | Законы, касающиеся гендерной идентичности |
| --------------- | ----------------------------------------- | --------------------------------------------- | --------------- | ------------------------------------------------------------ | ----------------------------------- | ----------------------------- | ----------------------------------------- |
| Бруней          | Смертная казнь c 2019 года                | No                                            | No              | No                                                           | No                                  | No                            | No                                        |
| Мьянма          | Пожизненное заключение (не соблюдается)   | No                                            | No              | No                                                           | No                                  | No                            | No                                        |
| Камбоджа        | Yes                                       | / Партнерство, признанное в некоторых городах | No              | / Официально запрещено, но однополые усыновления имели место | Неизвестно                          | No                            | Неизвестно                                |
| Восточный Тимор | с 1975                                    | No                                            | No              | No                                                           | Неизвестно                          | No                            | Неизвестно                                |
| Индонезия       | (За исключением Провинции Ачех)           | No                                            | No              | No                                                           | Неизвестно                          | No                            | Yes                                       |
| Лаос            | Yes                                       | No                                            | No              | No                                                           | Неизвестно                          | No                            | Yes                                       |
| Малайзия        | До 20 лет тюрьмы                          | No                                            | No              | No                                                           | No                                  | No                            | No                                        |
| Филиппины       | За исключением города Марави, Южный Ланао | [ 73 ]                                        | No              | [ 74 ]                                                       | с 2009                              | /                             | No                                        |
| Сингапур        | (м+м) с 2022 (ж+ж)                        | No                                            | No              | No                                                           | Yes                                 | No                            | Yes                                       |
| Таиланд         | с 1956                                    | с 2025                                        | с 2025          | с 2025                                                       | с 2005                              | Yes                           | Yes                                       |
| Вьетнам         | Yes                                       | No                                            | No              | No                                                           | Неизвестно                          | No                            | Yes                                       |

## Европа

### Северная Европа
| Страна         | Год отмены уголовного наказания за однополые отношения            | Признание однополых союзов    | Однополый брак                                                               | Право на усыновление зарегистрированными однополыми парами | Право служить в армии, не скрывая своей ориентации | Закон о запрете дискриминации по признаку сексуальной ориентации | Законы, касающиеся трансгендерных людей                                 |
| -------------- | ----------------------------------------------------------------- | ----------------------------- | ---------------------------------------------------------------------------- | ---------------------------------------------------------- | -------------------------------------------------- | ---------------------------------------------------------------- | ----------------------------------------------------------------------- |
| Великобритания | 1967 (Англия и Уэльс), 1981 (Шотландия), 1982 (Северная Ирландия) | 2005                          | 2014 (Англия, Уэльс и Шотландия), 2020 (Северная Ирландия)                   | Да                                                         | Да                                                 | В любой форме                                                    | Закон о признании пола 2004                                             |
| Дания          | 1933                                                              | 1989 (первая страна в мире)   | 2012                                                                         | 2010                                                       | Да                                                 | В любой форме                                                    |                                                                         |
| Ирландия       | 1993                                                              | 2011                          | 2015                                                                         | 2015                                                       | Да                                                 | В любой форме                                                    | 2015                                                                    |
| Исландия       | 1940                                                              | 1996                          | 2010                                                                         | 2006                                                       | Вооруженные силы отсутствуют                       | В любой форме                                                    | Изменение пола легально; после операции — замена документов             |
| Латвия         | 1992                                                              | с 2024                        | Конституционный запрет с 2006                                                | Право на усыновление есть только у пар, живущих в браке    | Да                                                 | Некоторые формы дискриминации                                    | Изменение пола легально                                                 |
| Литва          | 1993                                                              | , рассматривается законопрект | Конституционный запрет с 1992 Признаются браки, заключённые в других странах | Право на усыновление есть только у пар, живущих в брак     | Да                                                 | В любой форме                                                    |                                                                         |
| Норвегия       | 1972                                                              | 1993                          | 2009                                                                         | 2009                                                       | Да                                                 | В любой форме                                                    | Изменение пола легально; после операции — замена документов             |
| Финляндия      | 1971                                                              | 2002                          | 2017                                                                         | 2017                                                       | Да                                                 | Некоторые формы дискриминации                                    |                                                                         |
| Швеция         | 1944                                                              | 1995                          | 2009                                                                         | 2003                                                       | Да                                                 | В любой форме                                                    | В 2013 г. обязательная стерилизация была отменена, но необходим развод. |
| Эстония        | 1992                                                              | 2016                          | с 2024                                                                       | с 2024                                                     | Да                                                 | Некоторые формы дискриминации                                    |                                                                         |

### Западная Европа
| Страна     | Год отмены уголовного наказания за однополые отношения | Признание однополых союзов                 | Однополый брак                             | Право на усыновление зарегистрированными однополыми парами | Право служить в армии, не скрывая своей ориентации | Закон о запрете дискриминации по признаку сексуальной ориентации | Законы, касающиеся трансгендерных людей |
| ---------- | ------------------------------------------------------ | ------------------------------------------ | ------------------------------------------ | ---------------------------------------------------------- | -------------------------------------------------- | ---------------------------------------------------------------- | --------------------------------------- |
| Бельгия    | 1795                                                   | 2000                                       | 2003                                       | 2006                                                       | Да                                                 | Запрет дискриминации в любой форме                               |                                         |
| Франция    | 1791                                                   | 1999                                       | 2013                                       | 2013                                                       | Да                                                 | Запрет дискриминации в любой форме                               |                                         |
| Гернси     | 1983                                                   | 2017 (Гернси), 2018 (Олдерни), 2020 (Сарк) | 2017 (Гернси), 2018 (Олдерни), 2020 (Сарк) | Нет                                                        | За оборону территории отвечает Великобритания      | Некоторые формы дискриминации                                    | Да                                      |
| Джерси     | 1990                                                   | 2012                                       | 2018                                       | Да                                                         | За оборону территории отвечает Великобритания      | Некоторые формы дискриминации                                    | Да                                      |
| Люксембург | 1795                                                   | 2004                                       | 2015                                       | 2015                                                       | Да                                                 | Некоторые формы дискриминации                                    |                                         |
| Монако     | 1793                                                   | 2020                                       | Нет                                        | Нет                                                        | За оборону территории отвечает Франция             | Некоторые формы дискриминации                                    |                                         |
| Нидерланды | 1811                                                   | 1998                                       | 2001 (первая страна в мире)                | Да                                                         | Да                                                 | Запрет дискриминации в любой форме                               | Да                                      |

### Центральная Европа
| Страна      | Год отмены уголовного наказания за однополые отношения               | Признание однополых союзов | Однополый брак                | Право на усыновление зарегистрированными однополыми парами | Право служить в армии, не скрывая своей ориентации | Закон о запрете дискриминации по признаку сексуальной ориентации | Законы, касающиеся трансгендерных людей                                                                            |
| ----------- | -------------------------------------------------------------------- | -------------------------- | ----------------------------- | ---------------------------------------------------------- | -------------------------------------------------- | ---------------------------------------------------------------- | --- |
| Австрия     | 1971                                                                 | 2010                       | 2019                          | 2015                                                       | Да                                                 | Запрет дискриминации в любой форме                               | Коррекция пола легальна и после неё выдаются новые документы                                                       |
| Венгрия     | 1962                                                                 | 2009                       | Конституционный запрет c 2012 | Нет                                                        | Да                                                 | Некоторые формы дискриминации                                    | С 2020 запрещено трансгендерным мужчинам и женщинам изменять пол, который был указан в их документах при рождении. |
| Германия    | 1968 (ГДР), 1969 (ФРГ), 1994 — подтверждение в объединённой Германии | 2001                       | 2017                          | 2017                                                       | Да                                                 | Запрет дискриминации в любой форме                               | Коррекция пола легальна и после неё выдаются новые документы                                                       |
| Лихтенштейн | 1989                                                                 | 2011                       | 2025                          | Нет                                                        | Вооружённые силы отсутствуют                       | Некоторые формы дискриминации                                    | |
| Польша      | 1932                                                                 | Нет                        | Конституционный запрет с 1997 | Но у отдельного гражданина есть право на усыновление       | Да                                                 | Некоторые формы дискриминации                                    | Коррекция пола легальна и после неё выдаются новые документы                                                       |
| Словакия    | 1962                                                                 | Нет                        | Конституционный запрет с 2014 | Нет                                                        | Да                                                 | Некоторые формы дискриминации                                    | Необходима стерилизация                                                                                            |
| Словения    | 1977                                                                 | 2006                       | 2022                          | 2022                                                       | Да                                                 | Запрет дискриминации в любой форме                               | Коррекция пола легальна и после неё выдаются новые документы                                                       |
| Хорватия    | 1977                                                                 | 2014                       | Конституционный запрет c 2013 | c 2021                                                     | Да                                                 | Запрет дискриминации в любой форме                               | Закон о запрете дискриминации                                                                                      |
| Чехия       | 1962                                                                 | 2006                       | Нет                           | Нет                                                        | Да                                                 | Запрет дискриминации в любой форме                               | Да |
| Швейцария   | 1798 (Женева, Во, Вале и Тичино), 1942 (вся страна)                  | 2007                       | 2022                          | 2022                                                       | Да                                                 | Запрет дискриминации в любой форме                               | Коррекция пола легальна и после неё выдаются новые документы                                                       |

### Южная Европа
| Страна     | Год отмены уголовного наказания за однополые отношения | Признание однополых союзов | Однополый брак | Право на усыновление однополыми парами | Право служить в армии, не скрывая своей ориентации                  | Закон о запрете дискриминации                                 | Законы, касающиеся трансгендерных людей                            |
| ---------- | ------------------------------------------------------ | -------------------------- | -------------- | -------------------------------------- | ------------------------------------------------------------------- | ------------------------------------------------------------- | ------------------------------------------------------------------ |
| Андорра    | 1790                                                   | 2005                       | 2023           | 2014                                   | Вооружённые силы отсутствуют                                        | Запрет дискриминации в любой форме                            |                                                                    |
| Ватикан    | 1929                                                   | Нет                        | Нет            | Нет                                    | Неизвестно                                                          | Нет                                                           |                                                                    |
| Греция     | 1951                                                   | 2015                       | 2024           | 2024                                   | Да                                                                  | Запрет дискриминации в любой форме                            |                                                                    |
| Испания    | 1979                                                   | 1998                       | 2005           | Да                                     | Да                                                                  | Запрет дискриминации в любой форме                            | La Ley de Identidad de Género (2007)                               |
| Италия     | 1890                                                   | 2016                       | / 2016         | , рассматривается законопроект         | Да                                                                  | Запрет некоторых форм дискриминации                           |                                                                    |
| Кипр       | 1998                                                   | 2015                       | Нет            | Нет                                    | Да                                                                  | Запрет дискриминации в любой форме                            |                                                                    |
| Мальта     | 1973                                                   | 2014                       | 2017           | 2014                                   | Да                                                                  | Запрет дискриминации в любой форме                            | Коррекция пола легальна и после неё можно получить новые документы |
| Португалия | 1983                                                   | 2001                       | 2010           | 2015                                   | Да                                                                  | Запрет дискриминации в любой форме (закреплено в Конституции) |                                                                    |
| Сан-Марино | 2001                                                   | 2019                       | Нет            | Нет                                    | [ 77 ]                                                              | Запрет дискриминации в любой форме (закреплено в Конституции) |                                                                    |
| Турция     | 1858                                                   | Нет                        | Нет            | Официального запрета нет.              | Освобождение от воинской службы по причине психического отклонения. | , предложен законопроект                                      | Да                                                                 |

### Восточная Европа
| Страна               | Год отмены уголовного наказания за однополые отношения | Признание однополых союзов | Однополый брак                | Право на усыновление однополыми парами              | Право служить в армии, не скрывая своей ориентации | Закон о запрете дискриминации       | Законы, касающиеся трансгендерных людей                   |
| -------------------- | ------------------------------------------------------ | -------------------------- | ----------------------------- | --------------------------------------------------- | -------------------------------------------------- | ----------------------------------- | --------------------------------------------------------- |
| Албания              | 1995                                                   | , предложен законопроект   | [ 78 ]                        | Нет                                                 | Да                                                 | Запрет дискриминации в любой форме  | Запрет дискриминации, основанной на самоопределении пола. |
| Беларусь             | 1994                                                   | Нет                        | Конституционный запрет с 1994 | Нет                                                 | Да                                                 | Нет                                 | Да                                                        |
| Босния и Герцеговина | 1998                                                   | Нет                        | Нет                           | Нет                                                 | Да                                                 | Запрет некоторых форм дискриминации | Нет                                                       |
| Болгария             | 1968                                                   | Нет                        | Конституционный запрет с 1991 | / У отдельного гражданина есть право на усыновление | Да                                                 | Запрет дискриминации в любой форме  | Запрет по решению Верховного суда с 2023 года             |
| Северная Македония   | 1996                                                   | Нет                        | Нет                           | Нет                                                 | Да                                                 | Запрет некоторых форм дискриминации |                                                           |
| Молдова              | 1995                                                   | Нет                        | Конституционный запрет с 1994 | Нет                                                 | Да                                                 | Запрет некоторых форм дискриминации | Да                                                        |
| Черногория           | 1977                                                   | С июля 2021                | Конституционный запрет с 2007 | Нет                                                 | Да                                                 | Запрет дискриминации в любой форме  | Да                                                        |
| Румыния              | 1996                                                   | Нет                        | Нет                           | Нет                                                 | Да                                                 | Запрет дискриминации в любой форме  | Да                                                        |
| Россия               | 1993                                                   | Нет                        | Конституционный запрет с 2020 | Нет                                                 | Официального запрета нет (на деле не соблюдается)  | Нет                                 | Запрет на операции по смене пола с 2023 года              |
| Сербия               | 1994                                                   | Нет                        | Конституционный запрет с 2006 | Нет                                                 | Да                                                 | Запрет дискриминации в любой форме  | Да                                                        |
| Украина              | 1991                                                   | , предложен законопроект   | Нет                           | / У отдельного гражданина есть право на усыновление | Да                                                 | Запрет некоторых форм дискриминации | Да                                                        |

### Закавказский регион
| Страна      | Год отмены уголовного наказания за однополые отношения | Признание однополых союзов | Однополый брак                       | Право на усыновление зарегистрированными однополыми парами | Право служить в армии, не скрывая своей ориентации | Закон о запрете дискриминации по признаку сексуальной ориентации | Законы, касающиеся трансгендерных людей |
| ----------- | ------------------------------------------------------ | -------------------------- | ------------------------------------ | ---------------------------------------------------------- | -------------------------------------------------- | ---------------------------------------------------------------- | --------------------------------------- |
| Армения     | с 2003                                                 | No                         | (Конституционный запрет с 2015 года) | Нет                                                        | Нет                                                | Нет                                                              | Нет                                     |
| Азербайджан | с 2000                                                 | No                         | Нет                                  | Нет                                                        | Нет                                                | Нет                                                              | Нет                                     |
| Грузия      | с 2000                                                 | No                         | Нет                                  | Нет                                                        | Нет                                                | Да                                                               | (запрет с 2024)                         |

## Австралия и Океания

### Австралия
| Страна         | Легализация однополых отношений | Однополые партнерства                                          | Однополые браки       | Усыновление детей однополыми партнёрами               | Возможность открыто служить в армии | Анти-дискриминационные законы | Законы, касающиеся гендерной идентичности |
| -------------- | ------------------------------- | -------------------------------------------------------------- | --------------------- | ----------------------------------------------------- | ----------------------------------- | ----------------------------- | ----------------------------------------- |
| Австралия      | 1994                            | 2008—2012 в штатах Тасмания, Виктория, Новый Южный Уэльс и АСТ | с 7 декабря 2017 года | в штатах Западная Австралия, Тасмания, Виктория и АСТ | 1992                                | Yes                           | Yes                                       |
| Новая Зеландия | 1986                            | 2005                                                           | 2013                  | 2013                                                  | Yes                                 | Yes                           | Yes                                       |

### Меланезия
| Страна             | Легализация однополых отношений | Однополые партнерства | Однополые браки | Усыновление детей однополыми партнёрами | Возможность открыто служить в армии | Анти-дискриминационные законы | Законы, касающиеся гендерной идентичности |
| ------------------ | ------------------------------- | --------------------- | --------------- | --------------------------------------- | ----------------------------------- | ----------------------------- | ----------------------------------------- |
| Фиджи              | с 2010                          | No                    | No              | No                                      | Неизвестно                          |                               | Неизвестно                                |
| Новая Каледония    | Yes                             | с 2009                | c 2013          |                                         | Yes                                 |                               |                                           |
| Папуа-Новая Гвинея | [ 33 ]                          | No                    | No              | No                                      | No                                  | No                            | No                                        |
| Соломоновы Острова | (м+м) (ж+ж)                     |                       | No              | No                                      | Армия отсутствует                   | No                            | No                                        |
| Вануату            | с 2007                          | No                    | No              | No                                      | Неизвестно                          | No                            | No                                        |

### Микронезия
| Страна                        | Легализация однополых отношений | Однополые партнерства | Однополые браки | Усыновление детей однополыми партнёрами | Возможность открыто служить в армии | Анти-дискриминационные законы | Законы, касающиеся гендерной идентичности |
| ----------------------------- | ------------------------------- | --------------------- | --------------- | --------------------------------------- | ----------------------------------- | ----------------------------- | ----------------------------------------- |
| Гуам                          | с 1979                          | c 2015                | c 2015          | с 2002                                  | с 2011                              | Yes                           | Yes                                       |
| Федеративные Штаты Микронезии | [ 33 ]                          | No                    | No              | No                                      | с 2011                              | Yes                           | Yes                                       |
| Кирибати                      | (м+м) (ж+ж)                     | No                    | No              | No                                      | No                                  | No                            | No                                        |
| Маршалловы Острова            | с 2005                          | No                    | No              | No                                      | с 2011                              | No                            |                                           |
| Науру                         | c 2016                          | No                    | No              | No                                      | Армия отсутствует                   | No                            | No                                        |
| Северные Марианские острова   | с 1983                          | c 2015                | c 2015          | c 2015                                  | с 2011                              | Yes                           | Yes                                       |
| Палау                         | с 2014 (м+м) (ж+ж)              | No                    | No              | No                                      | No                                  | No                            | No                                        |

### Полинезия
| Страна                | Легализация однополых отношений | Однополые партнерства | Однополые браки | Усыновление детей однополыми партнёрами | Возможность открыто служить в армии | Анти-дискриминационные законы | Законы, касающиеся гендерной идентичности |
| --------------------- | ------------------------------- | --------------------- | --------------- | --------------------------------------- | ----------------------------------- | ----------------------------- | ----------------------------------------- |
| Американское Самоа    | с 1899                          | No                    | No              | No                                      | с 2011                              | Yes                           | Yes                                       |
| Исла-де-Паскуа        | с 1998                          | c 2015                | с 2022          | с 2022                                  |                                     |                               |                                           |
| Острова Кука          | с 2023                          | No                    | No              | No                                      | Yes                                 | No                            | No                                        |
| Французская Полинезия | Yes                             |                       |                 |                                         | Yes                                 |                               |                                           |
| Гавайи                | с 1972                          | Yes                   | с 2013          | с 2012                                  | с 2011                              | Yes                           | Yes                                       |
| Ниуэ                  | с 2024                          | No                    | No              | No                                      | Армия отсутствует                   | Неизвестно                    |                                           |
| Острова Питкэрн       | с 1967                          | с 2005                | с 2015          | Yes                                     | Yes                                 | Yes                           |                                           |
| Самоа                 | No                              | No                    | No              | No                                      | Армия отсутствует                   | No                            | No                                        |
| Токелау               | с 2007                          | No                    | No              | No                                      | Армия отсутствует                   | No                            | No                                        |
| Тонга                 | (м+м) (ж+ж)                     | No                    | No              | No                                      | No                                  | No                            | No                                        |
| Тувалу                | (м+м) (ж+ж)                     | No                    | No              | No                                      | Армия отсутствует                   | No                            | Неизвестно                                |
| Уоллис и Футуна       | Yes                             | с 2009                | c 2013          | c 2013                                  | Yes                                 |                               |                                           |